# Teupitz

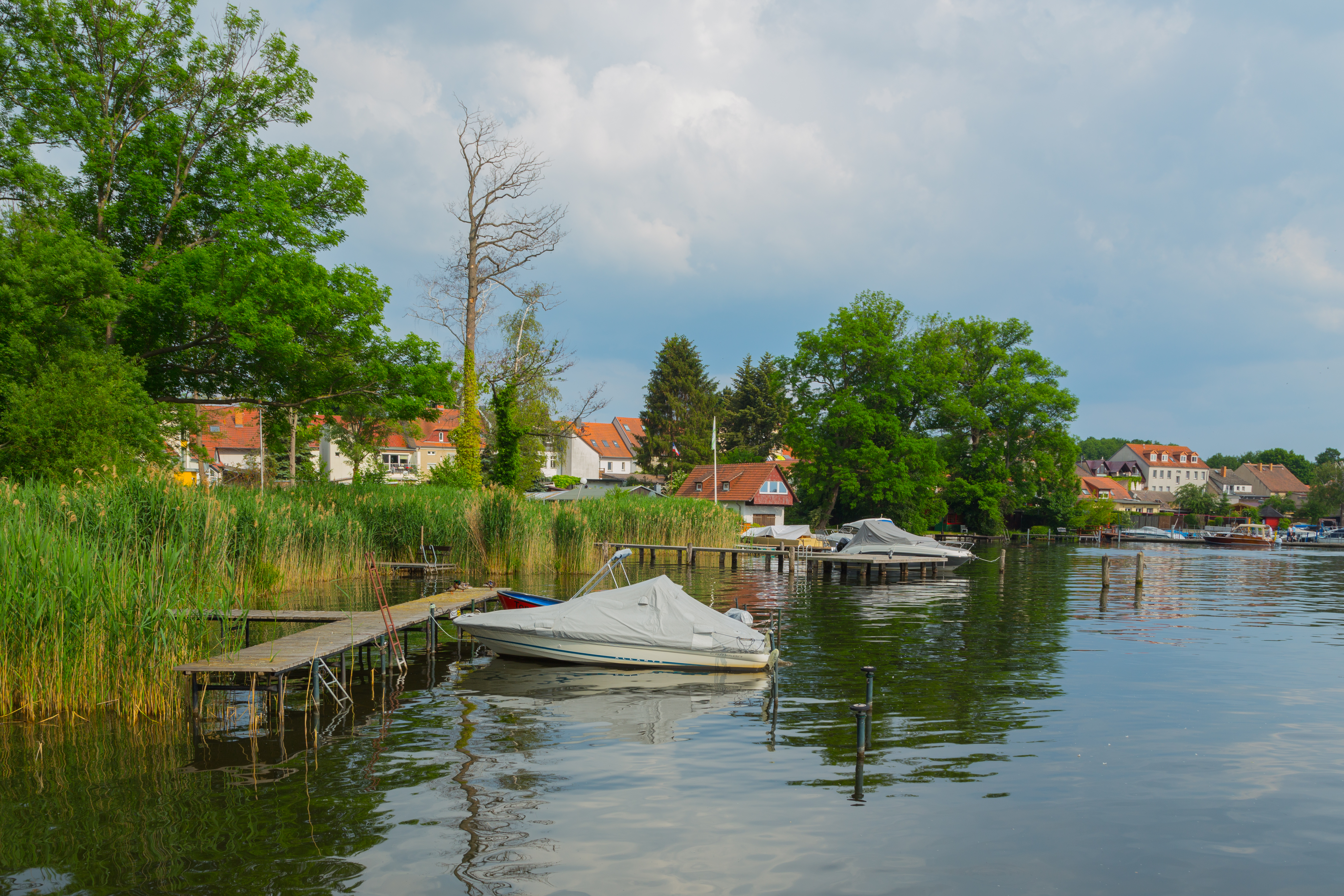
Ortsansicht vom Teupitzer See

Teupitz (niedersorbisch Tupc) ist eine Stadt im Landkreis Dahme-Spreewald in Brandenburg und Sitz der Verwaltung des Amtes Schenkenländchen, das den Namen des gleichnamigen historischen Gebietes trägt.

## Geografie
Teupitz liegt im historischen Schenkenländchen, etwa 45 Kilometer südlich des Stadtzentrums von Berlin und 65 Kilometer nordwestlich von Cottbus am südlichen Ufer des Teupitzer Sees. Die Stadt grenzt im Norden an Mittenwalde und Groß Köris, im Nordosten an Schwerin, im Osten an Halbe, im Süden an Baruth/Mark und im Westen an Zossen.

## Stadtgliederung
Zur Stadt gehören die Ortsteile Egsdorf, Neuendorf und Tornow sowie die Wohnplätze Kleine Mühle, Kohlgarten und Mittelmühle.

## Geschichte

### Ortsname
Teupitz entstand als slawische Siedlung. Auf der Schlosshalbinsel am Teupitzer See wurde 1307 erstmals eine Burg erwähnt, die in älteren Schriftstücken als Tupcz, Tupzig oder Tupitz bezeichnet wurde. Weitere Schreibweisen waren to dem Tuptez, 1346 Tewptz sive Teypcygk, 1375 Tewptz, 1431 Tupze, 1436 Tupitz, 1442 czum Tupitz, 1555 Teuptz oder bereits Teupitz. Der Name leitet sich vom niedersorbischen Tup ab, was so viel wie stumpf, oder stumpfes Beil (Tupiza) bedeutet. Historiker vermuten, dass bei der Erschließung dieser waldreichen Region und dem Bau der Burg eine erhebliche Menge an Holz geschlagen werden musste.

### 13. bis 16. Jahrhundert

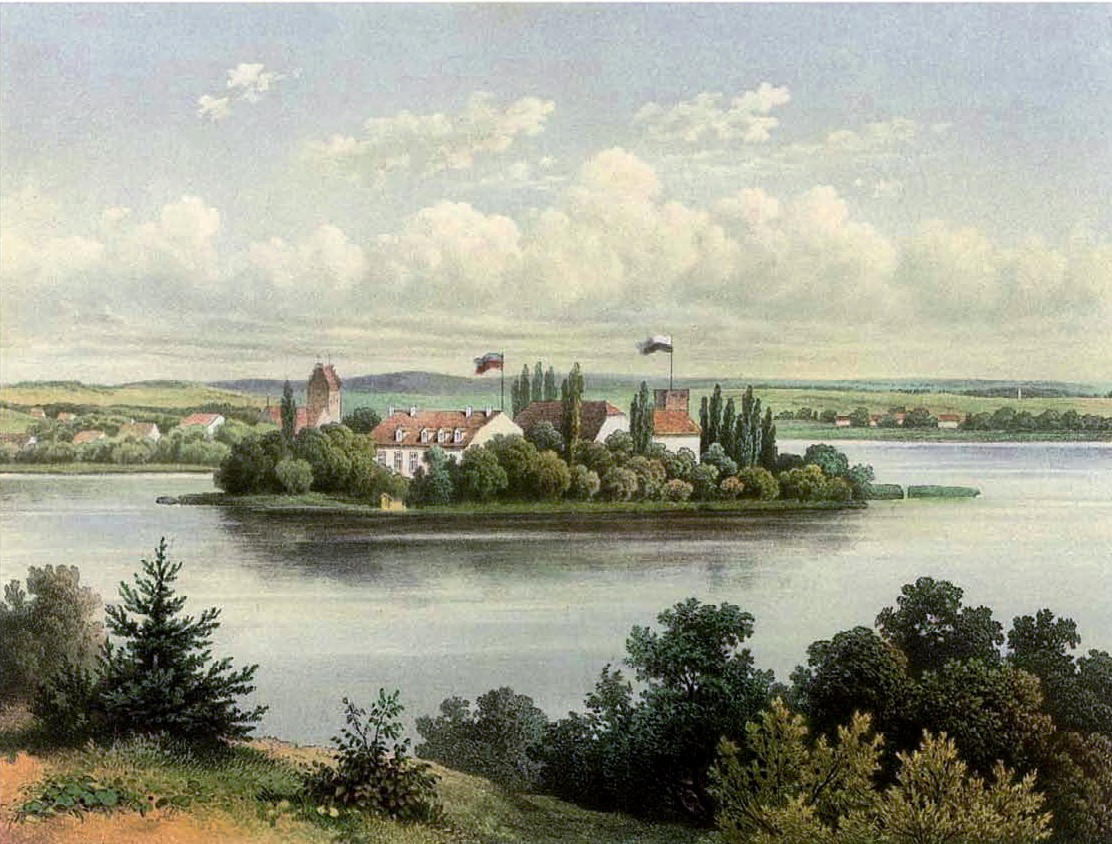
Schloss Teupitz um 1864/65, Sammlung Alexander Duncker

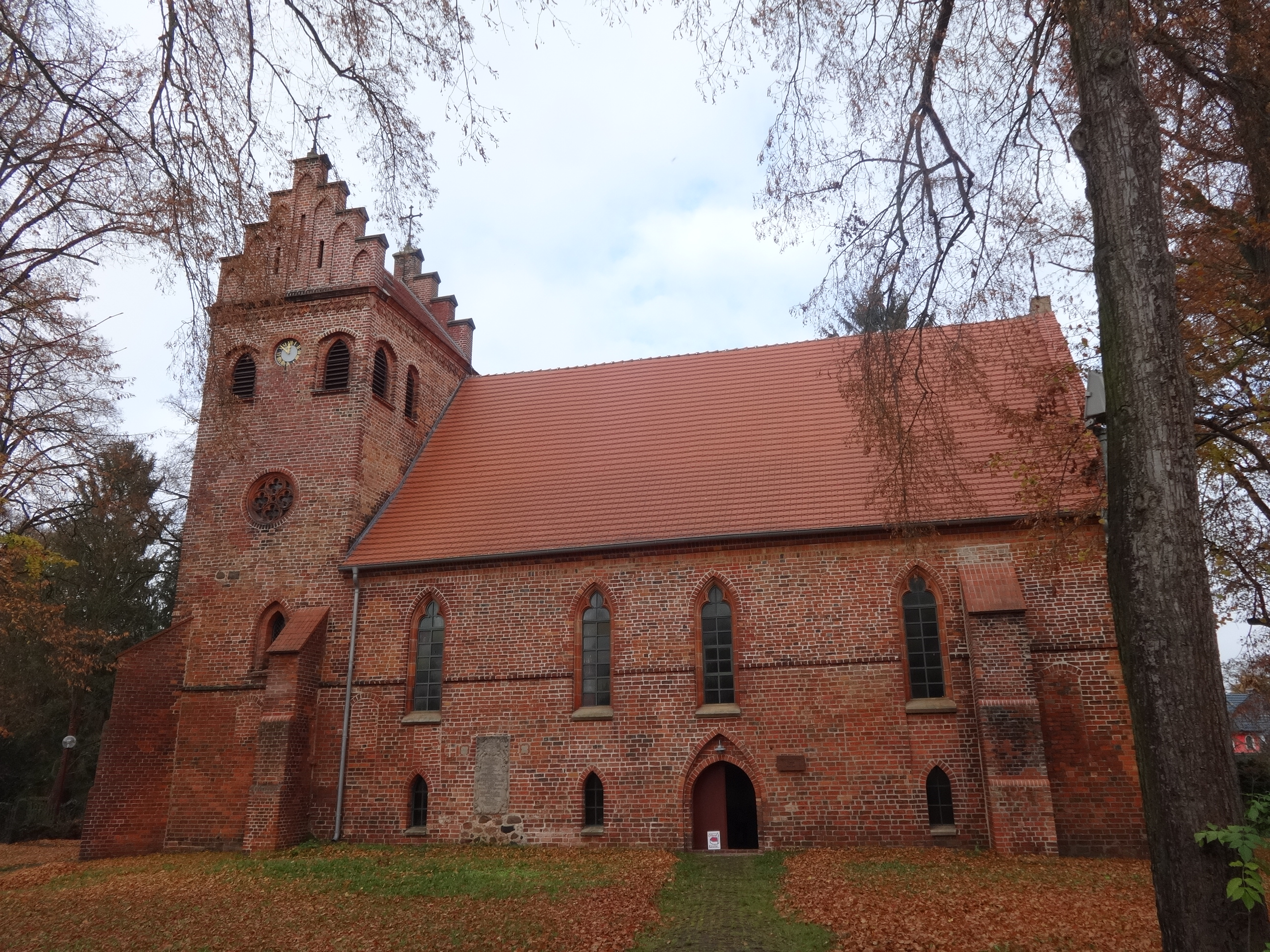
Heilig-Geist-Kirche

In der ersten urkundlichen Erwähnung von Teupitz vom 11. November 1307 sichert Markgraf Hermann von Brandenburg seiner Stadt Mittenwalde das Recht zu, „alles Holz in der Heide, den Brüchen und Gesträuchen von Denickens Damm (bei Mittenwalde) bis zu den Bestwinischen Bergen (bei Gross- und Klein-Besten) und von dort bis zur Brücke, und dem Fliesse, welches gewöhnlich ‚die Pupow‘ genannt ward, ohne alle Hindernis der von Plotzigk, Herrn tu dem Tuptez und aller ihrer Nachkommen, als Bau- und Brennholz zu hauen und wegzufahren“. Besitzer des Landes waren demnach die von Plotzigk (Plötzke), die nachweislich seit 1186 unter Burchard de Plozeke (Bernhard von Plötzke) als märkische Vasallen erstmals in der Region in Erscheinung getreten waren. Hermann belehnte somit Bernhard mit der Burg „to dem Tuptz“, um die Teupitzer Herrschaft enger im slawischen Gebiet an die Mark zu binden.
In der zweiten Urkunde aus dem Jahr 1315 bestätigte sein Vetter Markgraf Waldemar dieses Recht gegenüber dem Besitzer Bernt von Plotzigk, nachdem diese Rechte bestritten worden waren. Ob die Familie derer von Plotzigk über die gesamte Zeitspanne Eigentümer des Landes waren, ist nicht überliefert. Deren Nachfolger war die Familie Schenk von Landsberg, die sich in der Region über die Jahrhunderte – von 1330 bis 1717 – einen Machtbereich in der südlichen Mark Brandenburg sowie in der Lausitz schuf. Im Landbuch Karls IV. erschien der Ort als Tupitz, Tuptz und Tubitz ohne weitere Angaben. Im Jahr 1346 wurde lediglich der Kirchort erwähnt, im Jahr 1427 erstmals das Schloss. Die Schenken gaben der Stadt um 1437 ohne offiziellen Stiftungsbrief Stadtrechte und Stadtsiegel und übernahmen das Kirchenpatronat der 1346 erbauten Heilig-Geist-Kirche. Die Schreibweise war in dieser Zeit Tewptz sive Teupzycgk, Tewpcz und Tewptz sive Teypzeygk. Um 1415 kam es erneut zu einem Rechtsstreit um die Rechtmäßigkeit des Holzeinschlages der Mittenwalder in Teupitz. Das Amtsgericht in Mittenwalde verfügte daher eine Abschrift der urkundlichen Erwähnungen, die trotz eines dortigen Brandes im Jahr 1473 noch erhalten geblieben sind. Sie befinden sich jetzt im Geheimen Staatsarchiv Preußischer Kulturbesitz in Berlin. 1437 ist erstmals von einer Stadt die Rede. Da jedoch kein Stiftungsbrief vorliegt, gehen Experten davon aus, dass die Verleihung des Stadtrechtes eine eigenmächtige Handlung derer von Landsberg war. Gleichzeitig erhielt Teupitz ein eigenes Stadtsiegel, das einen Fisch darstellt, der von zwei Wasserlilien eingerahmt wird und über dessen Rücken ein Kreuz zu sehen ist.
Im 15. bzw. 17. Jahrhundert ließ die Familie die Burg zu einem Schloss umbauen. Im Jahr 1546 wurde von dem „Schloß, Städtchen und Herrschaft mit Dörfern, Mühlen und der Teupitzschen Heide“ berichtet. 1566 drohte eine Kirchenmauer einzustürzen; die gewölbte Decke wurde entfernt und das Bauwerk verstärkt. 1578 begannen Historiker, ein Stadtbuch anzulegen. Es enthält Mitteilungen aus der Stadtgeschichte, Akten der freiwilligen Gerichtsbarkeit und andere Dokumente aus Teupitz. Im Jahr 1584 erschienen erstmals acht Hufner und 31 Kossätenhöfe. 1590 erhielt Teupitz die Erlaubnis, bis zu 1900 Schafe zu halten – ein nicht zu unterschätzender Wirtschaftszweig entstand: Die Erträge aus dem Verkauf des Fleisches sowie der weiterverarbeiteten Produkte fielen den Schenken zu. Gleiches galt für die Mühlen, von denen in einem Bericht aus dem Jahr 1668 drei überliefert sind. Weiterer Wohlstand kam aus dem Betrieb eines Teerofens sowie den Ziegeleien, die Ton aus den umliegenden Gruben verarbeiteten.

### 17. bis 18. Jahrhundert
Im Dreißigjährigen Krieg verfiel das Schloss zusehends, und die Weinberge verwilderten. Gab es 1624 noch acht Hufner, 31 Kossäten und einen Hirten, so waren es nach dem Krieg noch das „Städtlein“ mit 37 (männlichen) Einwohnern und zwei Söhne. Die Bildung litt darunter jedoch nicht, denn aus dem Jahr 1664 ist erstmals ein Lehrer und Kantor Stahl überliefert. Gleiches galt für die Kirche: Sie erhielt 1692 eine neue Kanzel sowie zwei Jahre später eine Orgel des Döbelner Orgelbauers Gottfried Richter. Im Jahr 1668 wurde das Gut Teupitz an den Grafen zu Solms zu Baruth veräußert und 1679 durch die Schenken zurückgekauft. Bei der Rückübertragung muss es jedoch zu einem Fehler gekommen sein, denn das Gut wurde 1684 vom Kurfürsten auf Grund eines Lehnsfehlers eingezogen, 1685 dem Kurprinzen geschenkt und 1688 erneut mit den Schenken belehnt.
Bis um 1700 war es noch erforderlich, dass der Pfarrer einen Kaplan einstellen musste, um der überwiegend wendisch sprechenden Bevölkerung eine deutsche Predigt nahezubringen. Am 26. November 1687 kam es zu einem Großbrand in der Stadt, bei der die überwiegende Anzahl der aus Holz errichteten Gebäude zerstört wurde. Fand der Schulunterricht zunächst noch im Pfarrhaus statt, konnten die Schüler ab 1702 das neu errichtete Schulgebäude nutzen. Am 18. Dezember 1717 kaufte Friedrich Wilhelm I. die Burg nebst weiteren Besitztümern für 54.000 Taler vom letzten Schenken Ludwig Alexander und richtete dort in der Zeit von 1717 bis 1812 den Sitz eines königlichen Amtmanns ein. Im Jahr 1719 standen in Teupitz 48 Häuser; zwei waren jedoch (immer noch?) wüst. Mit dem Tod des letzten Nachkommen im Jahr 1721 ging die Bedeutung des Anwesens verloren. Klein-Besten, Körbiskrug, Gussow, Pätz und Zehrensdorf wurden dem Amtsbezirk Königs Wusterhausen zugeschlagen; Gräbendorf ging an das Amt Blossin. Zu Teupitz gehörten damit nur noch die Vorwerke in Repplinchen, Tornow, Egsdorf, Schwerin, Sputendorf sowie die Hohe, Mittlere und Kleine Mühle nebst einigen Meiereien und Seen. Die Anzahl der Bevölkerung stieg nur schleppend: Aus dem Jahr 1722 sind 50 Wohngebäude mit 209 Einwohnern überliefert, 1740 wohnten dort 277 Menschen. Im Jahr 1745 waren es 49 Häuser, zwei wüste Stellen. Es gab noch keine Vorstadt, jedoch das prinzliche Amt und Vorwerk mit drei Wassermühlen, drei Schneidmühlen und einen Krug. Im Jahr 1750 standen im Ort 51 Häuser und 20 Scheunen. Ein Jahr später lebten in Teupitz 52 Bürger, darunter der Bürgermeister, ein Ziesemeister, sechs Hufner, ein Böttcher und ein Schneider. 1770 waren es 51 H#user, 20 Scheunen, ein Vorwerk (1773) sowie drei mittlerweile private Wasser- und ebenso drei private Schneidemühlen. Von 1764 bis 1772 war Teupitz – neben Mittenwalde – auch Sitz einer Garnison, die dem preußischen Feldjäger-Bataillon unterstellt war. 1765 stellten Handwerker fest, dass das vor rund 60 Jahren errichtete Schulgebäude baufällig war. 1783 rissen sie die beiden maroden Schornsteine ab, doch erst 1787 wurde ein Neubau errichtet und 1820 um einen Keller erweitert. Überliefert ist auch, dass am 31. Januar 1769 auf dem Galgenberg (seit 2005 das Gebiet des Asklepios Klinikums) die letzte öffentliche Hinrichtung stattfand. Der Amtmann Ludwig Bein wies dabei an, einen rund 30 Ruten langen und 12 Ruten breiten Platz von den dort wachsenden Fichten freizulegen, um den Verurteilten dort von einem Scharfrichter aus Mittenwalde rädern zu lassen. 1777 errichtete die Stadt in der Nähe des Teupitzer Sees das Schäferhaus aus Fachwerk mit einer Rauchküche. 1778 erhielt die Kirche eine erste Turmuhr. Das Schloss verfiel in dieser Zeit und wurde von 1788 bis 1791 auf eine königliche Anweisung hin bis auf das unterste Geschoss abgetragen. In den Befreiungskriegen waren – wie in vielen umliegenden Gemeinden – auch in Teupitz Truppen einquartiert, die zu einer großen Belastung der Bevölkerung wurden.

### 19. Jahrhundert

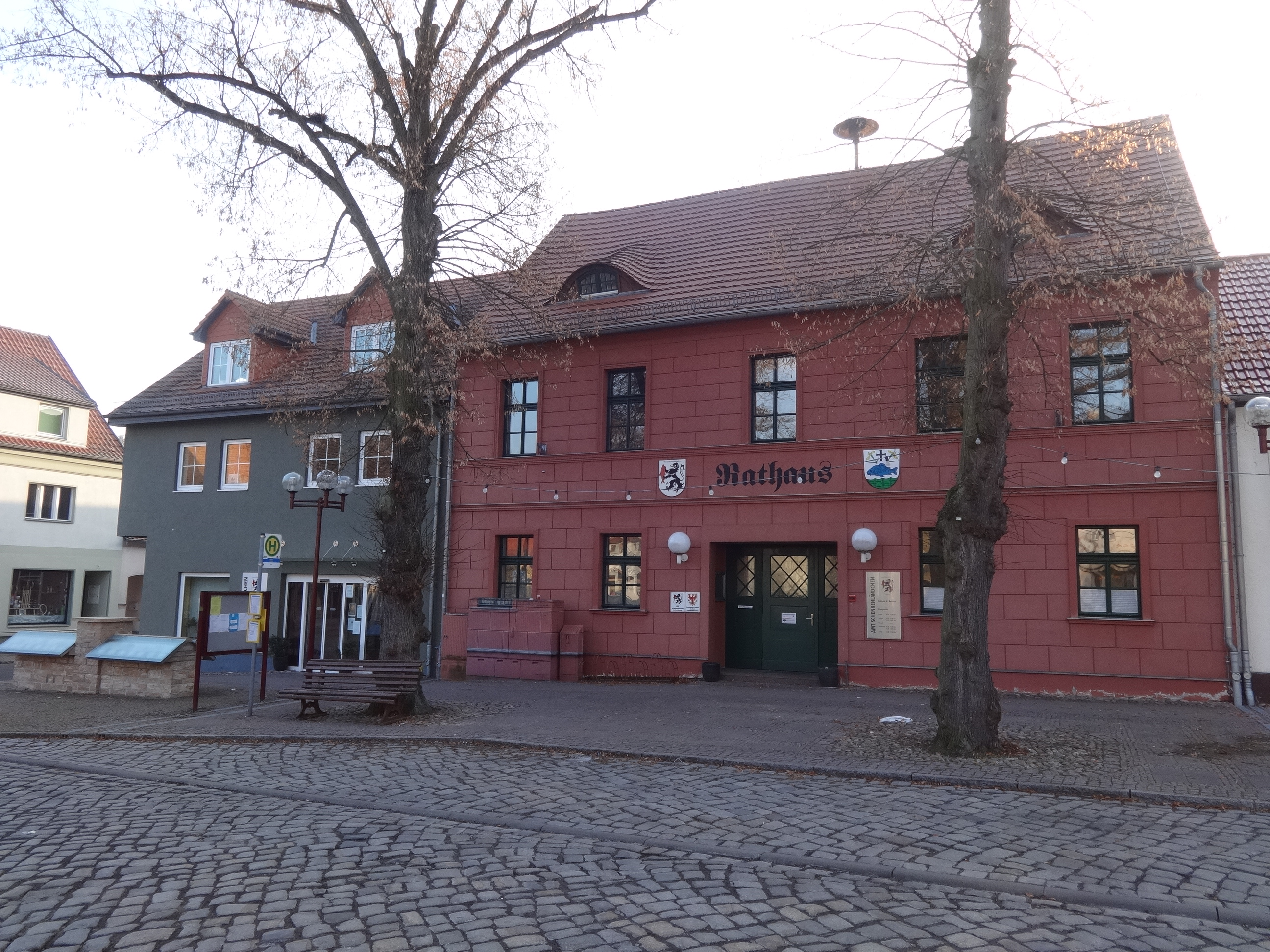
Rathaus

1801 waren ausweislich einer Chronik in Teupitz sechs Schiffer und acht Schiffsknechte tätig. Sie kümmerten sich um den Transport von Salz in die Region Teupitz und den Abtransport von Baustoffen wie Holz oder Ziegeln in das Umland und nach Berlin. Im Ort standen 57 Häuser und 33 Scheunen. Es gab 41(!) brauberechtigte Häuser sowie 16 Branntweinblasen. In Teupitz wurden 80 Morgen Weinberge kultiviert. Vier Mal im Jahr fand ein Kram- und Viehmarkt auf der dreiecksförmigen Fläche im Stadtzentrum statt. Es gab weiterhin 40 Ackerbürger, fünf Bäcker, drei Böttcher, zwölf Branntweinbrenner, zwei Braumeister, zwei Fleischer und einen Gastwirt. Eine Person wurde als „Barbier oder Chirurg“ in der Statistik geführt. Weiterhin hatte sich zwei Hufschmiede in der Stadt niedergelassen. Es gab elf Leineweber, einen Maurer, einen Nachtwächter, aber auch einen Scharfrichter sowie einen Schuhflicker, sieben Schuhmacher und zahlreiche weitere Gewerke. Hinzu kamen drei Akzisebediente, ein Kantor, ein Küster, ein Organist, ein Prediger sowie drei Ratsmänner. Im Vorwerk lebten acht Büdner und ein Förster, die drei Feuerstellen (=Haushalte) betrieben. In der Alten Meierei (auch „Alt Vorwerk“) genannt, lebten ein Einlieger.
Friedrich Wilhelm III. verkaufte am 30. Juni 1812 aus Geldnot die Reste des Schlosses mit den Vorwerken Teupitz, Sputendorf und Löpten sowie den zugehörigen Seen und Karpfenteichen für 69.000 Taler an die Witwe des 1803 verstorbenen Oberamtmanns Bein. Diese wiederum schenkte es ihrem Sohn, der es 1836 an den Oekonomie-Kommissarius Gobbin veräußerte. 1828 schloss die Kirchengemeinde den Friedhof an der Heilig-Geist-Kirche und verlegte ihn auf den Gesenberg südlich der Innenstadt. 1829 hob die Stadt die zuvor festgelegte Trennung zwischen dem Kramermarkt und dem Viehmarkt auf, um die Wirtschaftlichkeit beider zuvor eher erfolglosen Märkte zu erhöhen. 1830 wurde das Rathaus der Stadt errichtet. Im Jahr 1840 war als Besitzer des Gutes eine Familie Gobbin bekannt, vertreten durch den Rittergutsbesitzer Christian Heinrich Ludwig Gobbin (1790–1860). Die Gobbins verkauften es an einen Herrn von Trott weiter. Von dort ging es an die Familie Jador, anschließend an den Gutsbesitzer Körner. In dieser Zeit wurde erstmals eine Botenpost eingerichtet, die zweimal wöchentlich Nachrichten in die Stadt brachte. Sie entwickelte sich zu einer Karriolpost zwischen Mittenwalde und Wendisch Buchholz.
Im Jahr 1840 standen in der Stadt 62 Wohnhäusern, im Vorwerk mit der Schäferei Tornow weitere fünf Wohnhäuser. 1850 war die briefadelige Familie von Treskow im Besitz des Gutes, von 1860 an über mindestens zwei Generationen die Familie von Parpart. 1857 gründete sich ein Schützenverein, der bei seiner Gründung 40 Mitglieder zählte. 1858 gab es in der Stadt sechs Hofeigentümer, die 13 Knechte und Mägde sowie 15 Tagelöhner beschäftigten. Es gab 46 nebengewerbliche Landwirte mit weiteren vier Knechten und Mägden sowie neun Tagelöhnern. Hinzu kamen 35 Arbeiter und vier Personen, die als „Gesinde“ bezeichnet wurden. In der Stadt gab es insgesamt 71 Besitzungen. Zwei von ihnen waren zwischen 300 und 600 Morgen groß (zusammen 817 Morgen), 26 zwischen 30 und 300 Morgen (zusammen 1742 Morgen), 35 zwischen 5 und 30 Morgen (zusammen 561) sowie acht unter fünf Morgen (zusammen 20 Morgen). In der Stadt arbeiteten zahlreiche Gewerke. Exemplarisch seien genannt drei Bäckermeister und ein Geselle, fünf Fleischermeister und ein Lehrling, vier Schuhmachermeister mit zwei Gesellen und zwei Lehrlingen, ein Färbermeister, drei Tischlermeister mit einem Gesellen und zwei Lehrlingen, ein Barbier, ein Fischer mit sechs Gehilfen, acht Kaufleute, sechs Schankwirte, erstmals ein Rentner (Rentier), aber auch zwei Arme. Im 216 Morgen großen Gut arbeiteten neben dem Eigentümer zwei Knechte und Mägde sowie zwei Tagelöhner. Durch einen weiteren Verkauf gelangte Teupitz an den Baron von Treskow und von dort 1860 an einen Herrn von Parpart. Bei Herrn von Parpart handelt es sich konkret um Arthur Leonce Hilarion von Parpart (1816–1910), verheiratet mit Ida Honigmann. Er verkaufte auch die kleine Insel Tornows Werderchen im Teupitzer See an einen Techniker. Gleichzeitig versuchte er, den Weinbau sowie die Karpfenzucht wiederzubeleben und erprobte die professionelle Fischzucht im Teupitzer See. 1862 feierte die Stadt ihre 400-jährige Zugehörigkeit zu Brandenburg.
1867 stieg die Schülerzahl in Teupitz auf 132 Kinder an. Die Teupitzer bemühten sich um eine zweite Lehrerstelle, die 1871 schließlich eingerichtet wurde. Aus den Jahren 1862 und 1874 sind Besuche des Schriftstellers Theodor Fontane überliefert. Seine Studien über die Stadt und die umliegende Region sind als Teupitz-Feuilleton sowie unter dem Titel Die Wendische Spree oder Von Köpenick bis Teupitz an Bord der Sphinx bekannt. Unter dem Namen Sängerkreis riefen 1872 Bürger der Stadt einen Gesangsverein ins Leben; 1879 folgte der Kriegerverein Verein ehemaliger Waffengefährten von Teupitz und Umgegend. Im gleichen Jahr wurden zwei Kompanien des Garde-Grenadier-Regiments Nr. 1 in der Stadt einquartiert. Die Turmuhr der Kirche von 1778 musste mittlerweile mehrfach repariert werden. Schätzungen eines Sachverständigen zufolge hätte eine Reparatur 250 Mark gekostet, so dass sich die Kirchengemeinde dazu entschloss, eine neue Uhr anzubringen. Im Jahr 1894 bestand Teupitz mit dem Etablissement Am Wege nach Baruth, Vorwerk Teupitz und Ziegelei. Mit Wirkung zum 1. September 1897 erfolgte die Aufwertung des Postamtes III. Klasse zu einer Agentur. 1899 entstand nach einer Spende eines Teupitzer Bürgers in Höhe von 2.000 Mark auf dem Gelände des Rathaushofs ein Armenhaus. Im gleichen Jahr überlegten die Stadtväter, den Status als „Stadt“ abzulegen, um die Bezüge des neu zu wählenden Bürgermeisters zu verringern.

### 20. Jahrhundert

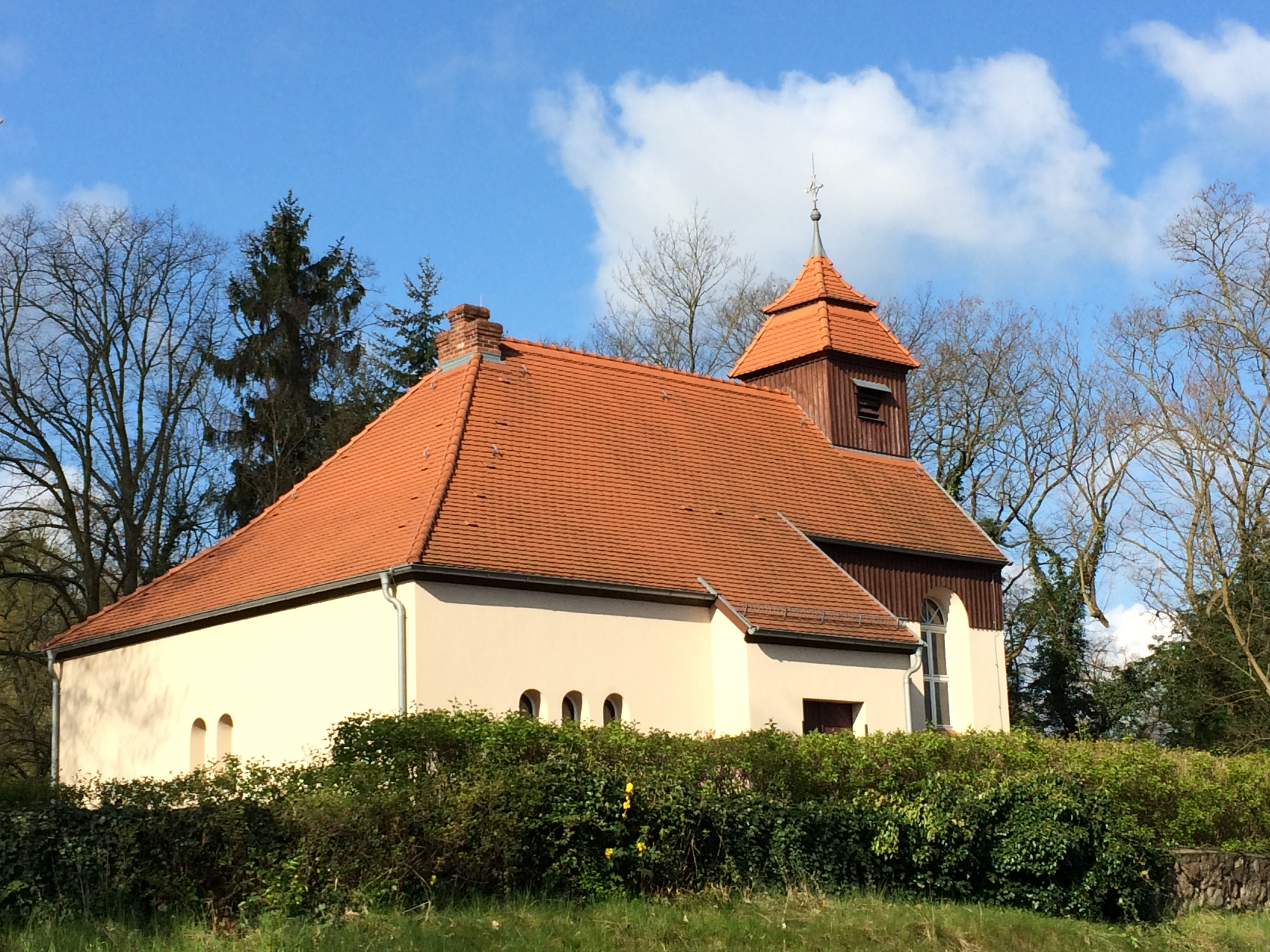
Friedhofskapelle

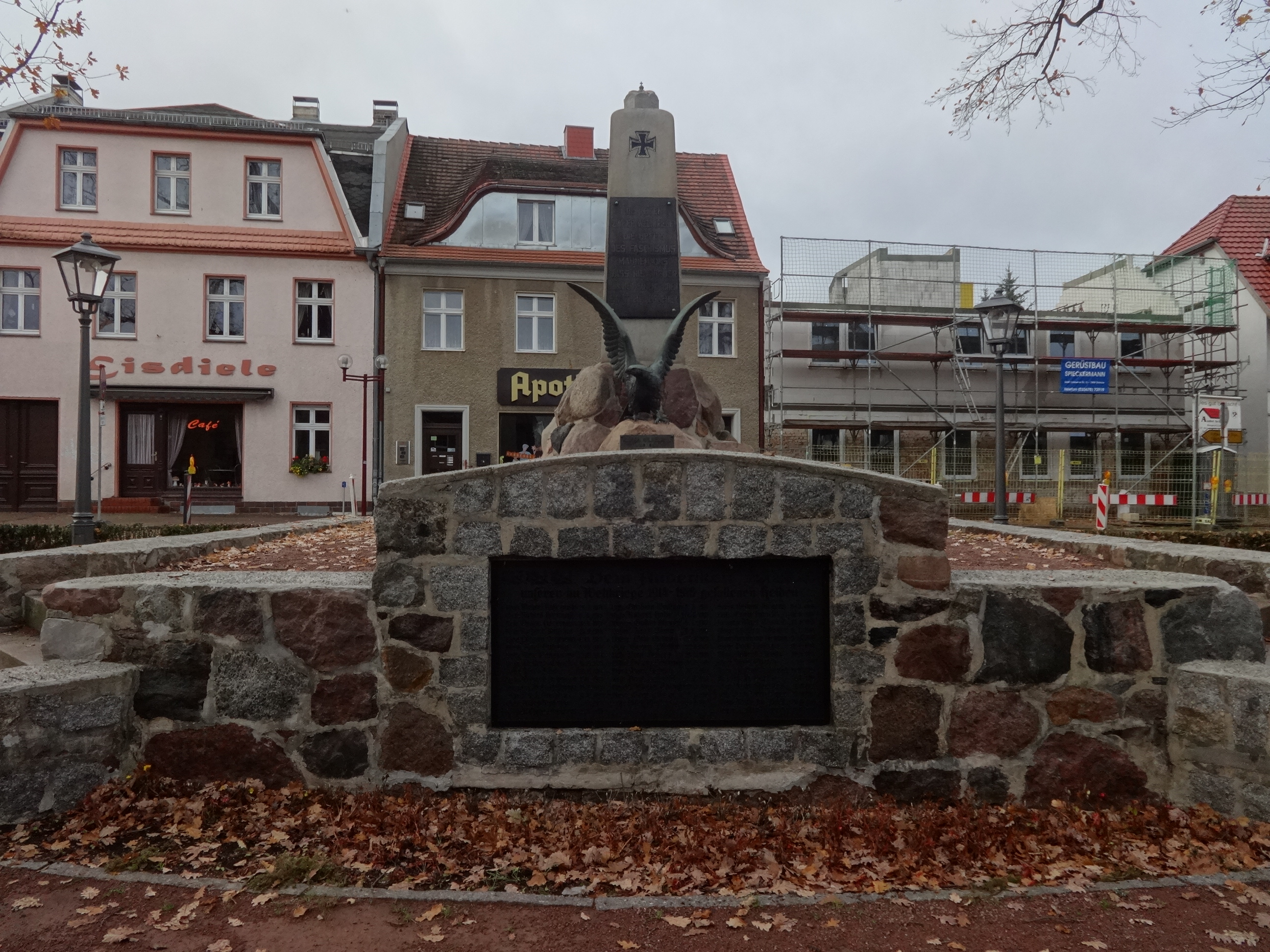
Kriegerdenkmal

Die Stadt erlebte um 1900 einen wirtschaftlichen Aufschwung durch den Tourismus, der um 1895 durch Berliner Fahrgastschiffe und Rudervereine weiterbefördert wurde. Der Ausflugsverkehr nach Teupitz, der zwischen 1895 und 1897 nur unregelmäßig stattfand, wurde ab 1900 bis zum Beginn des Ersten Weltkriegs regelmäßig angeboten. Zu dieser Zeit wurden die Straßen der Stadt neu gepflastert; der Teupitzer Spar- und Darlehnskassen-Verein entstand; Albert Gutzmann eröffnete die erste Apotheke. Ihm ist es auch zu verdanken, dass 1901 die Volksbibliothek eingeweiht werden konnte. Gleichzeitig hob die Stadt den bis dato erhobenen Dammzoll auf, den Händler beim Eintreffen in die Stadt bislang entrichten mussten. Im Jahr 1900 standen im Ort 90 Wohnhäuser. 1904 stellten die Teupitzer auf dem Marktplatz das Kaiser Wilhelm- und Kriegerdenkmal auf. 1907 gründete sich eine Freiwillige Feuerwehr. Sie nutzte zunächst vor der Kirche eine kleine Wasserstation als Spritzenhaus, erhielt aber bereits 1927 ein eigenes Feuerwehrhaus in der Lindenstraße.
1908 eröffnete in Teupitz eine Heil- und Pflegestätte, die Landesirrenanstalt-Hauptanstalt. Sie wurde unter der Leitung des Architekten Theodor Goecke von 1904 an erbaut. Die Hauptanstalt bot Platz für 1050 Kranke mit einem Lazarett sowie einer Pensionärsanstalt für weitere 150 Personen. Hinzu kamen Verwaltungs- und Küchengebäude, ein Maschinenhaus mit Werkstätten, ein Landwirtschaftshof sowie großzügig angelegte Gärten. Sie nahm von 1914 bis 1918 im Zuge des Ersten Weltkriegs eine Vielzahl an Verletzten auf, wurde dann aber 1923 geschlossen. Von 1924 bis 1931 war sie erneut geöffnet und behandelte rund 1500 Patienten. In der Zeit des Nationalsozialismus wurden im Zuge der Euthanasiemorde Menschen mit geistigen und körperlichen Behinderungen untergebracht, die dann in Tötungsanstalten der Aktion T 4 ermordet wurden. Auf dem Gelände entstand unter anderem ein rund 50 Meter hoher Schornstein mit einer Aussichtsplattform auf rund 30 Metern Höhe sowie 1917 eine Friedhofskapelle, die Robert Sandfort ausmalte. Neben der Landesklinik entstand für die Beschäftigten ein neuer Ortsteil, das „Wärterdorf“. Die Errichtung der vielen Gebäude führte auch dazu, dass an der Bahnhofstraße/Ecke Bergstraße eine eigene Fabrik entstand. Dazu wurde der Kalksandstein aus Rüdersdorf bei Berlin mit dem Schiff antransportiert, über eine Schmalspurbahn vom Teupitzer See zur Fabrik gefördert und dort mit vor Ort gefördertem Kies und Sand weiterverarbeitet. Mit dem Abschluss der Bauarbeiten an der Landesklinik und dem Bauensemble in der Lindenstraße ging die Fabrik in den Konkurs. Der Fabrikchef Hugo Müting übernahm daraufhin das neu errichtete Hotel Schenk von Landsberg. Im gleichen Jahr ließ die Stadt unter Leitung des Architekten Paul Sagert das Rathaus umbauen. Er errichtete weiterhin das Ensemble in der Lindenstraße, bestehend aus der Schule, dem Hotel, der Kaiserlichen Post sowie zwei weiteren Wohnhäusern. Es steht jetzt unter Denkmalschutz. Ein Jahr später gründete Gutzmann den Obst- und Gartenbauverein, dem 1928 ein Schachclub folgte.

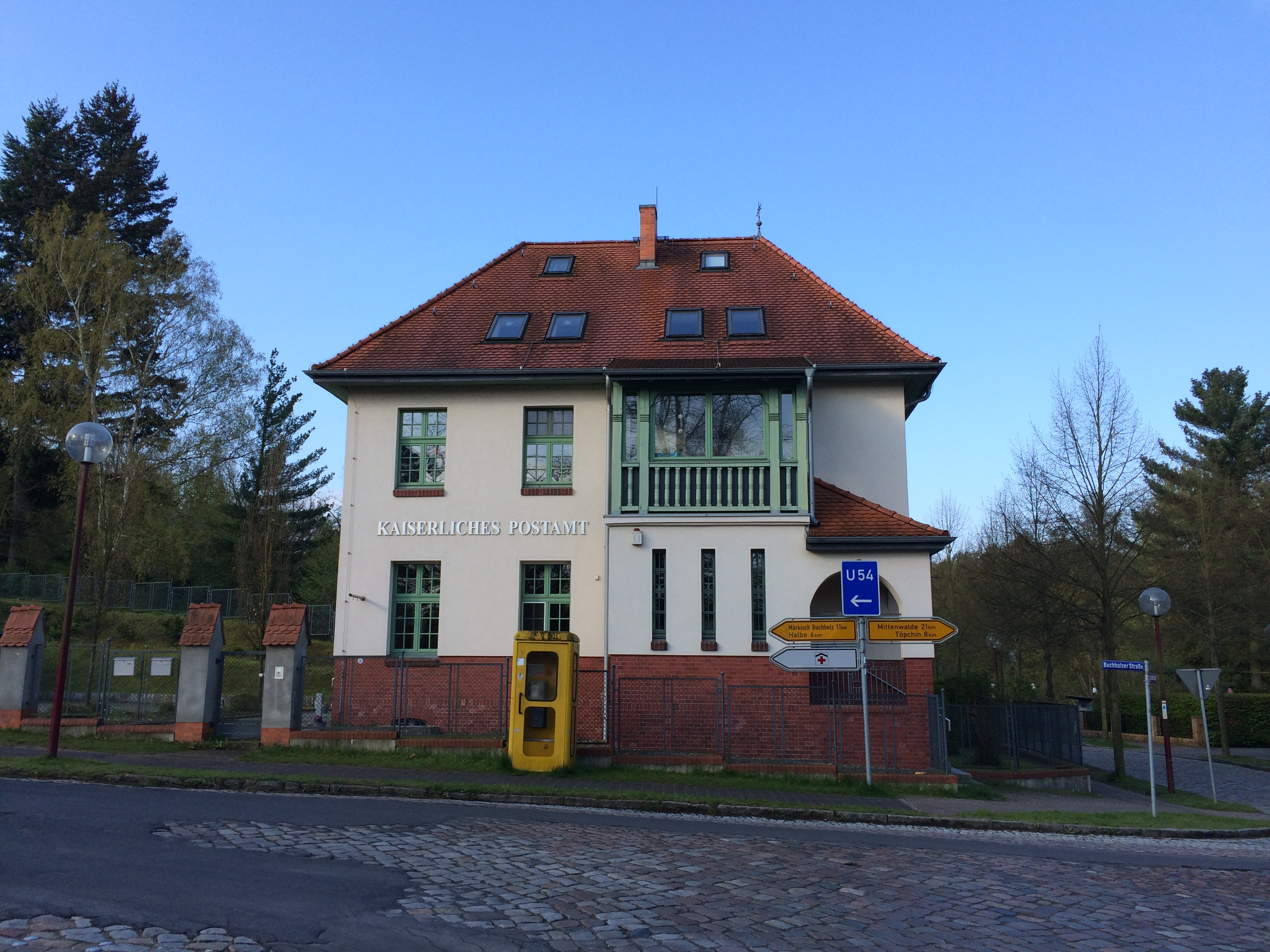
Kaiserliches Postamt

Im Jahr 1912 feierte die Stadt ihre 450-jährige Zugehörigkeit zu Brandenburg. Das beschriebene Rittergut Teupitz mit 800 ha war mindestens bis 1914 im Besitz der Familie von Parpart. 1897 erhielt das benachbarte Groß Köris einen neuen Bahnhof an der Bahnstrecke Berlin–Görlitz. So kam mit dem Bauboom der 1900er Jahre und den steigenden Tourismuszahlen auch in Teupitz der Wunsch auf, mit Hilfe einer Schmalspurbahn einen Anschluss an diese Bahnstrecke zu erhalten. Das Engagement ging jedoch nicht über das Einholen eines Angebots für eine Erweiterung der Strecke hinaus. 1909 erlosch die Betriebserlaubnis der Bahnstrecke, nachdem die Fabrik schloss, sodass das Projekt nicht mehr realisiert wurde. Der Ausflugsverkehr auf den Teupitzer Gewässern nahm hingegen wieder zu. Teupitz bestand im Jahr 1927 aus der Stadt mit der Häusergruppe Landesanstalt, Gasthaus Tornows Idyll, Weinberg sowie Spruchs Ausbau. Im gleichen Jahr beschlossen der Magistrat und die Stadtverordnetenversammlung, die Ortsbezeichnung Teupitz am See, um auf die unmittelbare Lage der Stadt am Teupitzer See hinzuweisen und damit den Tourismus weiter zu fördern. Die Schreibweise ging in den darauffolgenden Jahrzehnten jedoch verloren. Die Veränderung fällt in die Zeit des Bürgermeisters Johannes Schäfer, der die Geschicke der Stadt von 1922 bis 1935 lenkte. Unter seiner Federführung entstanden das Stadtwappen, die Stadtfahne, das Stadtlied, ein Stadtfest sowie die konsequente Ausrichtung auf den Tourismus als Einnahmequelle. In der Novemberrevolution gründete sich am 17. November 1918 ein Arbeiter- und Soldatenrat. Wenige Monate später, am 27. April 1919, bildete sich ein Bauern- und Landarbeiterrat für Teupitz und Egsdorf. Das Inkrafttreten der Weimarer Verfassung führte zu einer schrittweisen Entmachtung der Räte, so dass die Stadtverordnetenversammlung schließlich am 14. Januar 1920 deren Auflösung beschloss. 1922 wurde das Forsthaus in Tornow zur Revierförsterei erhoben; die Stadt erhielt Anschluss an den elektrischen Strom – dies war zuvor nur der Landesklinik vorbehalten gewesen. 1927 entstand mit dem Wohnviertel Kohlgarten – benannt nach der früheren Nutzung für das Schloss – sowie der Bebauung auf dem Egsdorfer Horst weiteres Terrain für Wochenend- und Wohnhäuser. Im Jahr 1928 wurde das Gut und der Gutsbezirk Teupitz-Schloss aufgelöst. Rund 387 Hektar Fläche wurden mit der Stadt vereinigt; 177 Hektar kamen zu Groß Köris. Gleichzeitig florierte das kulturelle Leben in der Stadt: So entstanden am 15. Juli 1928 ein erstes Teupitz-Lied von C. Alfredy, dem am 26. Januar 1929 ein weiteres Lied von R. Meyer folgte. Im Jahr 1932 gab es die Stadt mit den Wohnplätzen Amtmanns Weinberg, Buschmeierei, Teupitz Schloss und Tornows Idyll. In den Jahren 1933 und 1934 sichtete ein Historiker die urkundlichen Ersterwähnungen der Stadt. Er kam zu dem Schluss, dass die Dokumente trotz ihrer Abschrift im 15. Jahrhundert echt sein könnten. Lediglich der zweite Brief wurde von ihm auf das Jahr 1317 (statt 1315) datiert.
Die 1931 gebildete NSDAP-Ortsgruppe beteiligte sich 1933 in Teupitz an der nationalsozialistischen Machtübernahme. Hatte die NSDAP 1930 noch 10 % der Wählerstimmen erhalten, waren es 1933 bereits 46 %. Bei den Kommunalwahlen am 12. März 1933 kam es zu einem Eklat, als sich Sozialdemokraten weigerten, das Horst-Wessel-Lied zur Eröffnung zu singen. In der Folge wurden Mitglieder der SPD und KPD von der Ortsgruppe der SA unter Druck gesetzt und teilweise verhaftet. In den Folgejahren übernahmen parteitreue Mitglieder wichtige Posten in der Stadt, darunter den des Bürgermeisters. Schäfer gab das Amt mit Wirkung zum 1. Januar 1934 auf, stand aber noch kommissarisch bis 1935 zur Verfügung. Der Marktplatz wurde in Adolf-Hitler-Platz umbenannt. Ab 1941 wurden serbische Kriegsgefangene in das Arbeitskommando Nr. 1129 des Stammlagers III A mit Sitz in Luckenwalde in der Lindenstraße untergebracht. Sie mussten in der Landwirtschaft, im Schloss und den Mühlen der Stadt arbeiten. Im Jahr 1941 bestand die Stadt mit der Siedlung Baumgarten, Egsdorfer Horst, Freidorfer Weg, Kohlgarten, Liebesinsel und Tornower Chaussee. Nach dem Kriegsende wurde das Gefangenenlager aufgelöst. Am 27. April 1945 wurde Teupitz nach der Schlacht im Kessel von Halbe von der Roten Armee besetzt und unter sowjetische Kommandantur gestellt. Bis zur Kommunalwahl am 15. September 1946 stellte sich Hans Sußmann als Bürgermeister in den Dienst der Stadt; später als Bezirksbürgermeister des Südbezirks des Kreises Teltow.

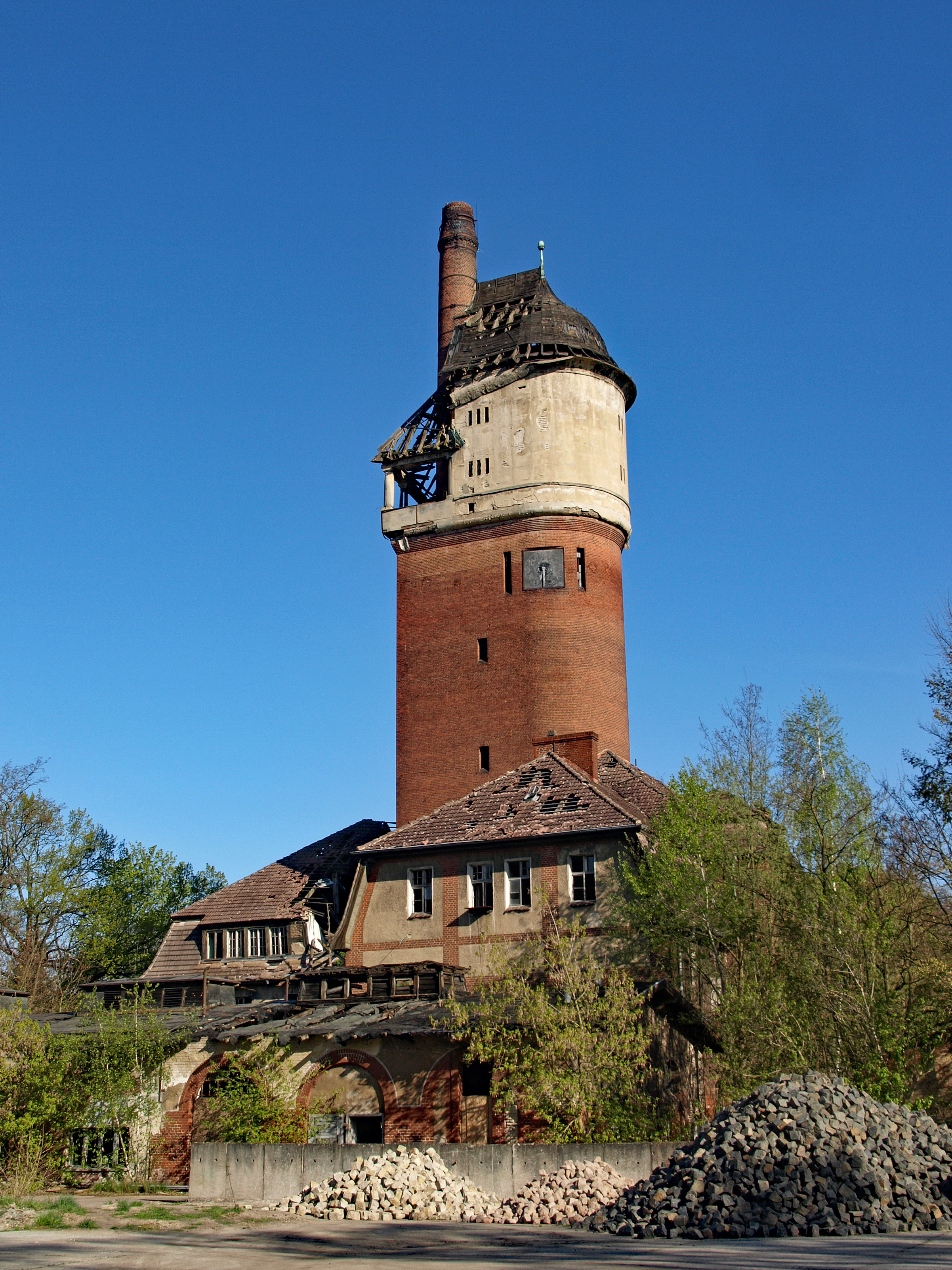
Wasserturm der ehemaligen Landesanstalt Teupitz

In der Landesklinik befand sich von 1945 bis 1994 ein Hospital für Angehörige der Sowjetarmee. Zu DDR-Zeiten errichtete der VEB Landmaschinen Döbeln im Ortsteil Egsdorf ein Betriebsferienlager für die Kinder seiner Betriebsangehörigen, das nach 1990 dem Verfall preisgegeben wurde. Die Unternehmer im Ort wurden enteignet und deren Betriebe in Volkseigentum überführt. Die Fischerei wurde in die Fischwirtschaftsgenossenschaft Potsdam integriert. Die Landwirtschaft wurde nach und nach kollektiviert, und es gründete sich 1960 die LPG vom Typ I Teupitz-See mit zunächst 12 Mitgliedern und 48 Hektar landwirtschaftlicher Nutzfläche. Im Jahr 1964 kam der Ortsteil Egsdorfer Horst hinzu; 1970 der Ortsteil Tornow Idyll. 1971 kooperierte die LPG mit der LPG Granit aus Tornow, der LPG Frühlingssturm aus Schwerin und dem Landwirtschaftsbetrieb der Landesklinik. 1973 feierten die Teupitzer den 600. Jahrestag der Verleihung der Stadtrechte. Im gleichen Jahr wurde das Forsthaus in Tornow umgewidmet und diente seither nur noch als Wohnung für Forstangestellte. Es gab die VEB Binnenfischerei Potsdam mit dem Fischereibetrieb Teupitz, die PGH Kraftfahrzeughandwerk Sachsenring, das Malerhandwerk sowie den Staatlichen Forstwirtschaftsbetrieb mit dem Forstbezirk Teupitz. 1974 wurden die Orte Egsdorf, Neuendorf und Tornow auf Initiative des Kreises Königs Wusterhausen eingemeindet. In der Zeit bis 1989 entstanden auf der Gemarkung der Stadt insgesamt vier Campingplätze.
Nach der Wende entstanden eine Abwasseranlage, ein Gewerbegebiet, eine Sporthalle sowie Wohnbauten auf der Teupitzer Höhe. Die LPG löste sich auf und wurde zum Teil in eine Agrargenossenschaft in Münchehofe integriert. Ein Teil der Campingplätze wurde geschlossen oder privatisiert. 1992 wurde Teupitz das Verwaltungszentrum des Amtes Schenkenländchen. Dem war eine Diskussion über den Sitz der künftigen Verwaltung vorausgegangen, in der sich Groß Köris und Halbe ebenfalls für einen Zuschlag einsetzen. Im gleichen Jahr beschloss die Stadtverordnetenversammlung die Ausweisung eines 17 Hektar großen Gewerbeparks an der Anschlussstelle der A 13, der bis 1994 vollständig erschlossen wurde. 1996 beschloss die Stadtverordnetenversammlung den Bau einer neuen Feuerwehr an der Bergstraße. Mit Hilfe von 450.000 DM Fördermitteln des Landes konnte das Gebäude am 24. Mai 1997 eingeweiht werden. 1996 erwarb eine Wohnungsbaugesellschaft vom Land Brandenburg die 1965 auf dem Gebiet der Landesklinik errichteten Plattenbauten mit 48 Wohnungen sowie vier 1908 erbaute Mehrfamilienhäuser mit 22 weiteren Wohnungen. Zusammen mit weiteren Eigenheimen entstand so die Wohnanlage Teupitzer Höhe, die mit Wirkung zum 2. März 1998 diesen Straßennamen trägt. 1997 erhielten die Mehrzahl der Teupitzer einen Anschluss an eine neu errichtete Kläranlage. Im Jahr 1998 wurde das Rathaus der Stadt mit Hilfe von Fördermitteln für rund 880.000 DM saniert, 2003 die Friedhofskapelle.

### 21. Jahrhundert
2001 übernahm eine Forstverwaltung aus Rheinland-Pfalz das Revier in Massow und bewirtschaftet seit dieser Zeit rund 6.000 Hektar. 2002 eröffnete ein Supermarkt. Im Jahr 2005 wurde die Landesklinik privatisiert und wird seitdem vom Asklepios Fachklinikum genutzt. 2007 fand – erstmals in der Geschichte der Stadt – die Feier zur urkundlichen Ersterwähnung der Stadt vor 700 Jahren statt. Der Bürgerverein BiKuT im Schenkenländchen gab anlässlich der Feierlichkeiten einen historischen Stadtführer heraus.

### Verwaltungsgeschichte
Teupitz gehörte seit 1836 zum Kreis Teltow in der Provinz Brandenburg und ab 1952 zum Kreis Königs Wusterhausen im DDR-Bezirk Potsdam. Seit 1993 liegt die Gemeinde im brandenburgischen Landkreis Dahme-Spreewald.

### Nemissa-Sage
In einer Sage ist die Geschichte vom Teupitzer Fischer Cornelius und seiner Tochter Gertrud überliefert. Sie war in einen jungen Mann, Friedrich Barnikow, verliebt, sollte aber nach dem Willen ihres Vaters einen wohlhabenden Müller aus Schwerin heiraten. Gertrud weigerte sich und schwor am Tornower See ihrem Cornelius die ewige Treue. Die wendische Todesgöttin und Rächerin der Untreue Nemissa hörte diesen Schwur. Ihr Tempel versank nach der Einführung des Christentums auf dem Grund des Sees. Gertrud musste jedoch den Müller heiraten, und das Brautpaar feierte auf dem Tornower See. Plötzlich zog ein Sturm auf, und ein Strudel zog die beiden in die Tiefe. Von dem Brautpaar fehlt seither jede Spur: Nemissa hält sie in ihrem Tempel fest.

## Bevölkerungsentwicklung
| Jahr | Einwohner |
| ---- | --------- |
| 1780 | 282       |
| 1800 | 365       |
| 1837 | 469       |
| 1850 | 561       |
| 1858 | 601       |
| 1875 | 652       |

| Jahr | Einwohner |
| ---- | --------- |
| 1890 | 0 613     |
| 1900 | 0 613     |
| 1910 | 2 340     |
| 1925 | 2 238     |
| 1933 | 2 777     |
| 1939 | 3 038     |

| Jahr | Einwohner |
| ---- | --------- |
| 1946 | 1 550     |
| 1950 | 1 676     |
| 1964 | 1 452     |
| 1971 | 1 265     |
| 1981 | 1 819     |
| 1985 | 1 725     |

| Jahr | Einwohner |
| ---- | --------- |
| 1990 | 1 652     |
| 1995 | 1 733     |
| 2000 | 1 843     |
| 2005 | 1 926     |
| 2010 | 1 831     |
| 2015 | 1 813     |

| Jahr | Einwohner |
| ---- | --------- |
| 2020 | 1 885     |
| 2021 | 1 878     |
| 2022 | 1 895     |
| 2023 | 1 899     |
| 2024 | 1 902     |

Gebietsstand des jeweiligen Jahres, Einwohnerzahl: Stand 31. Dezember (ab 1991), ab 2011 auf Basis des Zensus 2011, ab 2022 auf Basis des Zensus 2022

## Politik

### Stadtverordnetenversammlung
Die Stadtverordnetenversammlung von Teupitz besteht aus 12 Stadtverordneten und der ehrenamtlichen Bürgermeisterin. Die Kommunalwahl am 9. Juni 2024 führte bei einer Wahlbeteiligung von 67,5 % zu folgendem Ergebnis:
| Partei / Wählergruppe | Stimmenanteil 2019 | Sitze 2019 |  | Stimmenanteil 2024 | Sitze 2024 |
| --------------------- | ------------------ | ---------- |  | ------------------ | ---------- |
| Gemeinsam Gestalten   | –                  | –          |  | 48,5 %             | 6          |
| BürgerNETTzwerk (BNW) | 89,0 %             | 11         |  | 43,1 %             | 5          |
| CDU                   | 11,0 %             | 1          |  | 08,4 %             | 1          |
| Insgesamt             | 100 %              | 12         |  | 100 %              | 12         |

### Bürgermeister
- 1998–2008: Karsten Kuhl (CDU)[16]
- 2008–2024: Dirk Schierhorn (BürgerNETTzwerk)[17]
- seit 2024: Manuela Steyer (Gemeinsam Gestalten)

Steyer wurde bei der Bürgermeisterwahl am 9. Juni 2024 bei zwei Gegenkandidaten mit 52,8 % der gültigen Stimmen für eine Amtszeit von fünf Jahren gewählt.

### Wappen
| Wappen von Teupitz | Blasonierung: „In Silber über grünem Wellenschildfuß ein blauer Karpfen, darüber schwebend ein schwarzes Tatzenhochkreuz, begleitet von zwei schräg nach außen gewendeten, grün-gestielten natürlichen Wasserlilien mit goldenen Blüten.“ |
| Wappen von Teupitz | Das Wappen wurde am 23. November 2009 genehmigt. |

## Sehenswürdigkeiten

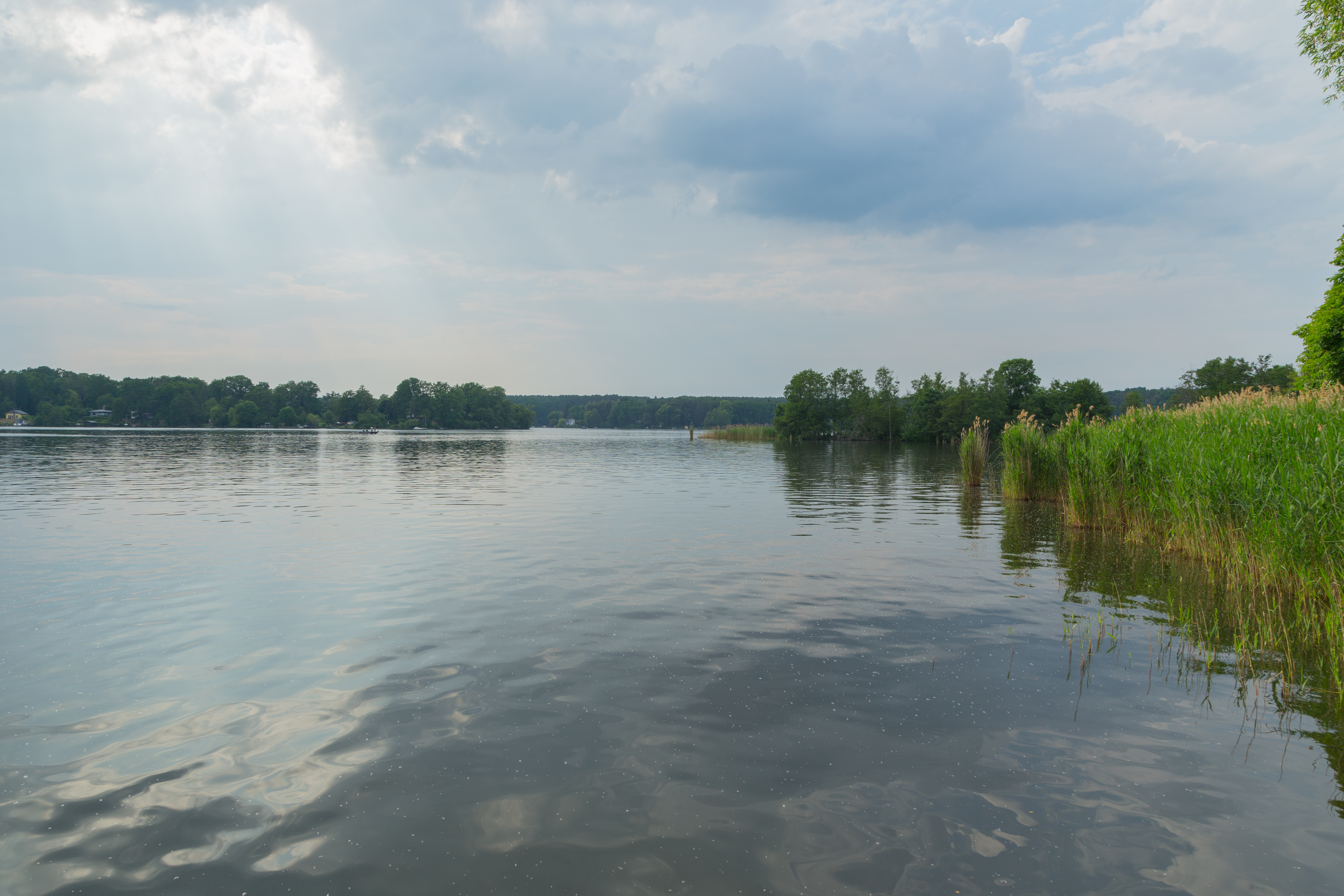
Teupitzer See

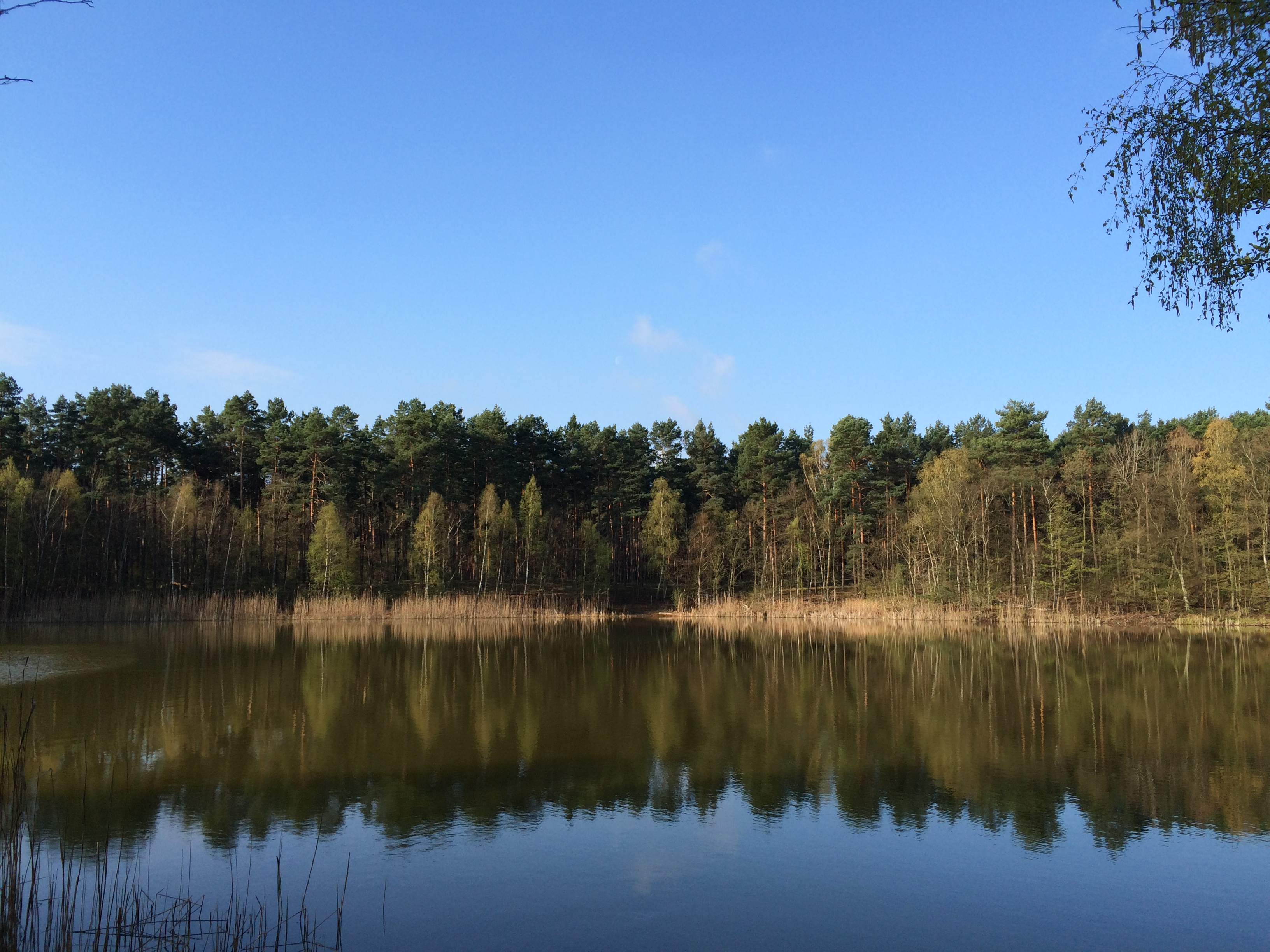
Nicolassee

- Schloss Teupitz auf einer Halbinsel im Teupitzer See, wurde erstmals 1307 als Burg Tupcz erwähnt. Die erhaltenen Baulichkeiten stammen aus dem 15. und 17. Jahrhundert und wurden als Hotel genutzt. Das Schloss ist in Privatbesitz, die Schlosshalbinsel einschließlich Schloss und Nebengebäude können nicht betreten werden.[21]
- Heilig-Geist-Kirche, gotischer Backsteinbau aus dem Jahr 1346. Im Innern befinden sich eine barocke Kanzel aus dem Jahr 1692 sowie eine Orgel aus dem Jahr 1694.
- Fontane-Park an der Seebrücke, 1928 anlässlich des 30. Todestages von Theodor Fontane eingeweiht. 2003 gestaltete die Stadt die Grünfläche um und eröffnete 2011 eine Seebrücke.
- Marktplatz mit dem Kaiser Wilhelm- und Kriegerdenkmal, dem Rathaus Teupitz sowie weiteren historischen Gebäuden, beispielsweise dem Haus Markt 1, in dem Theodor Fontane bei der Wirtin Friederike Wilhelmine Bullrich – einer Verwandten von August Wilhelm Bullrich – am 21. Juni 1862 zu Gast war. In dem Gebäude am Markt 16 eröffnete 1875 der Kaufmann Wilhelm Marwitz das nach ihm benannte Restaurant Marwitz. Es stand von 1922 bis 1997 leer und wird im 21. Jahrhundert erneut für einen gastronomischen Betrieb genutzt.
- Teupitzer Bilderbuch: Vor dem Rathaus befindet sich eine künstlerisch gestaltete Installation, die auf mehreren, individuell gestalteten Kacheln die Geschichte der Stadt illustriert. Sie wurde am 13. Juli 2015 in Erinnerung an den ersten Aufenthalt Fontanes in der Stadt am 21. Juni 1862 eingeweiht.
- Gedenkstein für die Opfer der Euthanasieverbrechen sowie eine denkmalgeschützte Friedhofskapelle, die 1917 vom Kirchenmaler Robert Sandfort gestaltet wurde, auf dem Gelände der Landesklinik. Dort befinden sich seit dem 19. Oktober 2005 drei Stolpersteine.
- Denkmalgeschütztes Bauensemble von Paul Sagert in der Lindenstraße 1 bis 5, bestehend aus der ehemaligen Kaiserlichen Post, einem Beamtenwohnhaus sowie einer Arztvilla. In dem Haus mit der Anschrift Lindenstraße 4 befindet sich die Grundschule, im Haus mit der Nummer 5 das Hotel Schenk von Landsberg.
- In dem Gebäude in der Poststraße 19 war Anfang des 20. Jahrhunderts der Sitz des Spielmann-Verlags, der auf den ungarischen Journalisten Franz Spielmann zurückgeht. Dort wurde unter anderem die Lokalzeitung Der Märker gedruckt.
- Die Region um Teupitz wird von einigen Wanderwegen erschlossen. Ein 13 km langer Rundwanderweg führt von der Innenstadt zum Tütschensee und weiter in südlicher Richtung zum Tornower See. Die Naturschutzgruppe Teupitzer Seengebiet hat dort einen Naturlehrpfad angelegt, der auf 34 Stationen die Fauna und Flora des Gebietes sowie dessen geologische Besonderheiten erläutert. In östlicher Richtung erreicht der Wanderer über den Weg einen Gedenkstein für Adolf Strauss, der als Naturkundler im Schenkenländchen tätig war. Über den Briesensee führt der Weg zur Mittelmühle, der Hohen Mühle und auf dem Fontaneweg zurück in die Altstadt.
- Der 66-Seen-Wanderweg führt durch Egsdorf, Mittelmühle, zum Tornower See, Teupitz und zum Nicolassee.

In der Liste der Baudenkmale in Teupitz und in der Liste der Bodendenkmale in Teupitz stehen die in der Denkmalliste des Landes Brandenburg eingetragenen Denkmale.

## Wirtschaft und Infrastruktur

### Unternehmen
Der größte Arbeitgeber der Stadt ist das Asklepios-Fachklinikum für Psychiatrie und Neurologie. Das Klinikum liegt auf dem Areal, auf dem Anfang des 20. Jahrhunderts die Landesirrenanstalt-Hauptanstalt errichtet wurde.

### Verkehr
Teupitz ist über die gleichnamige Anschlussstelle (5a) der Bundesautobahn 13 Berlin – Dresden erreichbar. Die Stadt liegt an der Landesstraße L 74 von Wünsdorf nach Märkisch Buchholz.
Der nächstgelegene Bahnhof ist seit 1897 Groß Köris an der Bahnstrecke Berlin–Görlitz. Er wird von der Regionalbahnlinie RE 7 (Dessau-Bad Belzig–Berlin–Senftenberg) bedient.

### Sport
- Sportplatz, in den 1920er Jahren errichtet, 1950 und 1951 renoviert
- Sporthalle, am 5. September 1998 eröffnet, Kosten rund 2,3 Millionen DM

### Vereinswesen
In der Stadt sind rund 40 Vereine aktiv, darunter die Teupitzer Schützengilde 1857, der Obst- und Gartenbauverein für Teupitz und Umgebung von 1911, der Anglerclub Früh auf aus dem Jahr 1923 sowie der Turn- und Sportverein 1911. Seit 1999 existiert ein Seniorenclub Teupitz sowie seit 2004 der Verein für Bildung, Kultur, Tourismus und Gewerbe im Schenkenländchen (BiKuT).

## Persönlichkeiten

### Ehrenbürger
- Albert Gutzmann (1868–1949), Arzt in Teupitz 1897–1949, Stadtverordnetenvorsteher[23]
- Hans Sußmann (1897–1985), Bürgermeister und Ortschronist

### Söhne und Töchter der Stadt
- Friederike Wilhelmine Bullrich (1805–1881), als „Sternen“-Wirtin Fontanes bekannt gewordene Teupitzerin[24]
- Ludwig Schultze (1849–1929), lebt als „Kettenschultze“ im Gedächtnis der Stadt
- Werner Taesler (1907–1994), Architekt
- Renate Werwigk-Schneider (* 1938), Medizinerin, Opfer der Diktatur in der DDR

### Mit Teupitz verbundene Persönlichkeiten
- Hans Kohlhase (um 1500–1540), Bürger und Kaufmann in Cölln, hielt sich um 1535 in Teupitz auf
- Walter Lindgens (1883–1978), Maler, Atelier auf der Liebesinsel 1937–1945
- Willi Bredel (1901–1964), Schriftsteller, Grundstücksbesitzer im Kohlgarten ca. 1955–1964
- Harro (1909–1942) und Libertas (1913–1942) Schulze-Boysen, Widerstandskämpfer gegen den Nationalsozialismus, erwarben 1942 ein Grundstück auf dem Egsdorfer Horst
- Heinz Gronau (1912–1977), Kommandeur des Wachregiments „Feliks Dzierzynski“, Grundstücksbesitzer im Kohlgarten 1971–1977
- Bert Heller (1912–1970), Maler, Atelier auf der Liebesinsel ca. 1951–1967
- Moritz Mebel (1923–2021), Urologe, Grundstücksbesitzer auf dem Egsdorfer Horst 1962–2018
- Helmut Wolff (1928–2017), Chirurg, Ausrichter der Teupitzer Gespräche, Grundstücksbesitzer in Teupitz